# Omicidio di Claudio Varalli e Giannino Zibecchi
Claudio Varalli (Bollate, 1º luglio 1957 - Milano, 16 aprile 1975) e Giannino Zibecchi (Milano, 18 febbraio 1947 - Milano, 17 aprile 1975) studente il primo e insegnante di educazione fisica il secondo, furono militanti politici uccisi durante gli scontri, acuitisi nell'aprile 1975, tra neofascisti e antifascisti.
Claudio Varalli, studente presso un istituto tecnico statale per il turismo di Milano e aderente al Movimento Studentesco, fu ucciso il 16 aprile da un militante di Avanguardia Nazionale, barricato nella sua auto in piazza Cavour a Milano.
Giannino Zibecchi, militante del Coordinamento dei comitati antifascisti, morì il giorno seguente, in corso XXII Marzo a Milano, travolto da un camion dei carabinieri, guidato dal milite Sergio Chiarieri, durante la manifestazione seguita all'uccisione di Varalli.

## Il contesto storico
Il 12 dicembre 1969 nel centro di Milano una bomba piazzata nella Banca Nazionale dell'Agricoltura provocò la strage di piazza Fontana. Gli inquirenti inizialmente seguirono la pista anarchica e in seguito la pista del neofascismo. Il 28 maggio 1974 a Brescia un'altra bomba provocò la strage di piazza della Loggia e anche in questo caso fu seguita la pista neofascista. La matrice fascista di queste stragi fu poi confermata dai processi e dalle sentenze. In agosto era esplosa la bomba sul treno Italicus, confermando una fase storica di alta tensione e confuse connivenze politiche tra destra neofascista servizi segreti e apparati deviati dello Stato.
Scontri a Milano tra diversi gruppi politici di estrema destra e di estrema sinistra si susseguirono costantemente. Numerose furono le vittime degli scontri sia tra gruppi di diversa appartenenza politica, sia tra manifestanti e forze di polizia.
Il 13 Marzo 1975, appena un mese prima della morte di Varalli, fu aggredito a sprangate e mandato in coma lo studente di destra Sergio Ramelli, che sarebbe morto poi il 29 Aprile.

## Le morti di Varalli e di Zibecchi

### La morte di Varalli
Il 16 aprile 1975 fu indetta a Milano una manifestazione per sensibilizzare l'opinione pubblica sui problemi inerenti al diritto alla casa; alla manifestazione parteciparono anche i sindacati degli inquilini e numerosi militanti dei gruppi "extraparlamentari" di sinistra.

Il cadavere di Claudio Varalli

Al termine della manifestazione alcuni militanti del Movimento Studentesco si diressero verso l'Università Statale di Milano, dove erano fra le forze politiche maggioritarie fra gli studenti. Presso piazza Cavour incrociarono tre militanti del Fronte Universitario d'Azione Nazionale intenti a svolgere un volantinaggio. Gli studenti del FUAN furono riconosciuti ed aggrediti dai militanti di sinistra. Due dei missini riuscirono ad allontanarsi mentre Antonio Braggion, iscritto ad Avanguardia Nazionale, a causa di un impedimento fisico alla gamba fu costretto a rifugiarsi nella propria macchina, una Mini Minor.
Rapidamente i militanti di sinistra circondarono la vettura e cominciarono a colpirla con oggetti contundenti mandandone in frantumi i vetri. Braggion dall'interno della vettura esplose tre colpi di rivoltella di cui uno ferì a morte Claudio Varalli. Anche il quotidiano comunista l'Unità riferì la notizia dell'aggressione a Braggion da parte dei militanti della sinistra armati di oggetti contundenti:
Braggion riuscì così a fuggire ed a rendersi irreperibile. Al processo celebrato tre anni più tardi nel 1978, pur avendo stabilito la sentenza che contro Braggion "l'aggressione del gruppo dei giovani fu improvvisa, rapidissima, premeditata, violentissima", fu condannato a cinque anni per eccesso colposo in legittima difesa e altri cinque per detenzione abusiva di arma. Pena ridotta in secondo grado a tre anni più tre sempre per le medesime accuse.. Dieci militanti del Movimento Studentesco che parteciparono all'aggressione contro Braggion furono anch'essi processati per lesioni e danneggiamento, ma infine prosciolti per prescrizione. Tra costoro anche Stefano Boeri, che divenne poi un noto urbanista e che a distanza di molti anni confermò come i fatti andarono "essenzialmente come dice la sentenza", sottolineando come la responsabilità dell'aggressione fosse da attribuire ai capi del Movimento Studentesco.
Braggion nella sua testimonianza giustificò il ricorso alla pistola anche per il timore di essere ucciso a sprangate da estremisti di sinistra così come era accaduto circa un mese prima, il 13 marzo 1975, sempre a Milano, al militante missino Sergio Ramelli ad opera degli "extraparlamentari" di sinistra di Avanguardia Operaia. Sergio Ramelli il giorno dell'aggressione a Braggion era ancora agonizzante in ospedale e morì il successivo 29 aprile. Come ricordato nelle dichiarazioni di Antonio Braggion nel processo d'appello:
(Dichiarazione di Antonio Braggion al processo di appello)

### L'assalto a il Giornale di Montanelli
La sera stessa i militanti di sinistra iniziarono il presidio della piazza. Qui, trovandosi la sede della redazione de il Giornale di Indro Montanelli, armati di spranghe irruppero nell'edificio per impedire la distribuzione del quotidiano. Il direttore del giornale Indro Montanelli così ricordò l'assalto alla sede de il Giornale:
(Indro Montanelli il 18 aprile 1975)

### Le violenze in città

Un momento degli scontri tra polizia e studenti nei pressi della sede missina di via Mancini a Milano

La mattinata del 17 aprile 1975 inizia con l'assalto di alcune sedi cittadine del Movimento Sociale Italiano, gli uffici della Iberia L.A.E., e numerosi bar considerati abituali ritrovi della destra neofascista cittadina. Vengono inoltre aggrediti e gravemente feriti il consigliere provinciale missino Cesare Biglia e il sindacalista Rodolfo Mersi.
Il corteo intanto formatosi per la manifestazione è assai corposo e da piazza Cavour si dirige verso la sede del Movimento Sociale Italiano di via Mancini. Qui i manifestanti trovarono un gruppo di missini schierati in strada a difesa della federazione del MSI-DN. Tra i due si trovano schierati numerosi poliziotti e carabinieri che vogliono impedire il contatto tra i due gruppi. Migliaia di militanti di sinistra si accalcarono in corso XXII Marzo in prossimità dell'incrocio con via Mancini, dove poco dopo iniziarono i tafferugli fra i manifestanti da una parte, e i poliziotti e carabinieri dall'altra. Nel contempo, da piazza Cinque Giornate arrivarono altri automezzi dei carabinieri a gran velocità che si divisero in due spezzoni, come risultò dal processo del 1980 inerente ai tragici fatti.

### La morte di Zibecchi

Immagine di un camion dei carabinieri montato sul marciapiede

Gli incidenti di gran lunga più gravi si verificarono nell'area compresa tra via Mancini; dove le forze dell'ordine erano schierate a protezione della Federazione provinciale del MSI, corso XXII Marzo, piazza S. Maria del Suffragio e via Fiamma: qui numerosi automezzi della polizia e dei carabinieri furono dati alle fiamme mediante il lancio di bottiglie incendiarie, mentre i reparti, pressoché esaurite le riserve di candelotti lacrimogeni, sotto la pressione di consistenti gruppi di dimostranti, erano costretti ad arretrare.
Alle ore 12:45 transitò per corso XXII Marzo, diretta da piazza Cinque Giornate verso piazza S. Maria del Suffragio, una colonna di automezzi formata da alcune campagnole A.R., alcuni autocarri leggeri CL-51 (versione militare dell'autocarro OM Leoncino) ed alcuni autocarri pesanti CM-52 (versione militare dell'autocarro Fiat 639 N3), inviata d'urgenza dalla caserma dei carabinieri di via Lamarmora con un contingente di uomini del III Battaglione Milano al comando del capitano Alberto Gonella, il cui intervento non era stato programmato in anticipo, ma deciso all'ultimo momento per il precipitare della situazione. Di fronte alla carica di automezzi pesanti, per sgomberare marciapiedi e strada, ai manifestanti non restò altro che arretrare nel miglior modo possibile per non subire danni.
Uno degli autocarri pesanti della colonna, un CM-52, targa E.I. 601206, guidato dal carabiniere diciottenne Sergio Chiarieri, alla cui sinistra era seduto come capomacchina il sottotenente Alberto Gambardella, nell'imboccare corso XXII Marzo anziché immettersi subito – come gli automezzi che lo precedevano – nella corsia centrale riservata ai mezzi pubblici e delimitata da apposito cordolo in cemento, aveva percorso qualche decina di metri completamente spostato sulla sinistra, salendo ad un certo punto sul marciapiede gremito di dimostranti. Discesone, per evitare un pilone, aveva investito e sbalzato in avanti lo Zibecchi, che fuggiva dal marciapiede verso il centro della strada, e lo aveva quindi sorpassato, schiacciandogli il cranio con la ruota anteriore sinistra.
Lo stesso autocarro aveva anche urtato, contestualmente, altre due persone – Roberto Giudici e Fulvio Beltramo Ceppi – provocando loro lesioni. A pochi secondi di distanza un altro autocarro pesante, che nella colonna seguiva quello del Chiarieri, aveva a sua volta tagliato, salendovi, l'angolo destro del marciapiede del corso XXII Marzo su piazza 5 Giornate, dove si trovavano pure numerosi dimostranti, e aveva provocato una frattura bimalleolare ad un altro manifestante, costretto a un brusco spostamento per evitare di venire investito. L'automezzo era poi entrato anch'esso nella corsia centrale.

### Il processo
Chiarieri, Gambardella e Gonella vennero sottoposti a processo. Il 28 novembre 1980, il tribunale di Milano, sezione penale 8°, guidato da Francesco Saverio Borrelli, letto l'art. 79 c.p.p., assolve Gonella Alberto e Gambardella Alberto dai reati loro rispettivamente ascritti per non aver commesso il fatto. Assolve Chiarieri Sergio dal reato ascrittogli per insufficienza di prove. I parenti delle vittime ricorsero in Cassazione con esito finale identico.

## Manifestazioni e morti successive
La morte di Varalli e Zibecchi diede il via a nuove manifestazioni, praticamente ininterrotte, e spesso cruente, nel mese di aprile in varie città italiane. Il 18 aprile 1975 lo studio di Gastone Nencioni a Milano fu assaltato e incendiato da "extraparlamentari" di sinistra. Fra le vittime di questi ultimi scontri vi fu un caduto fra i militanti di sinistra, Rodolfo Boschi, aderente al PCI, ucciso dai poliziotti durante uno scontro che segue una manifestazione a Firenze, e inoltre Tonino Micciché, militante di Lotta Continua. Contro quest'ultimo una guardia giurata esplose diversi colpi di revolver ferendolo a morte a Torino, nel corso di una manifestazione per il diritto alla casa nel quartiere Falchera, simile a quella che aveva dato l'inizio a questo tragico periodo.

## Il ricordo

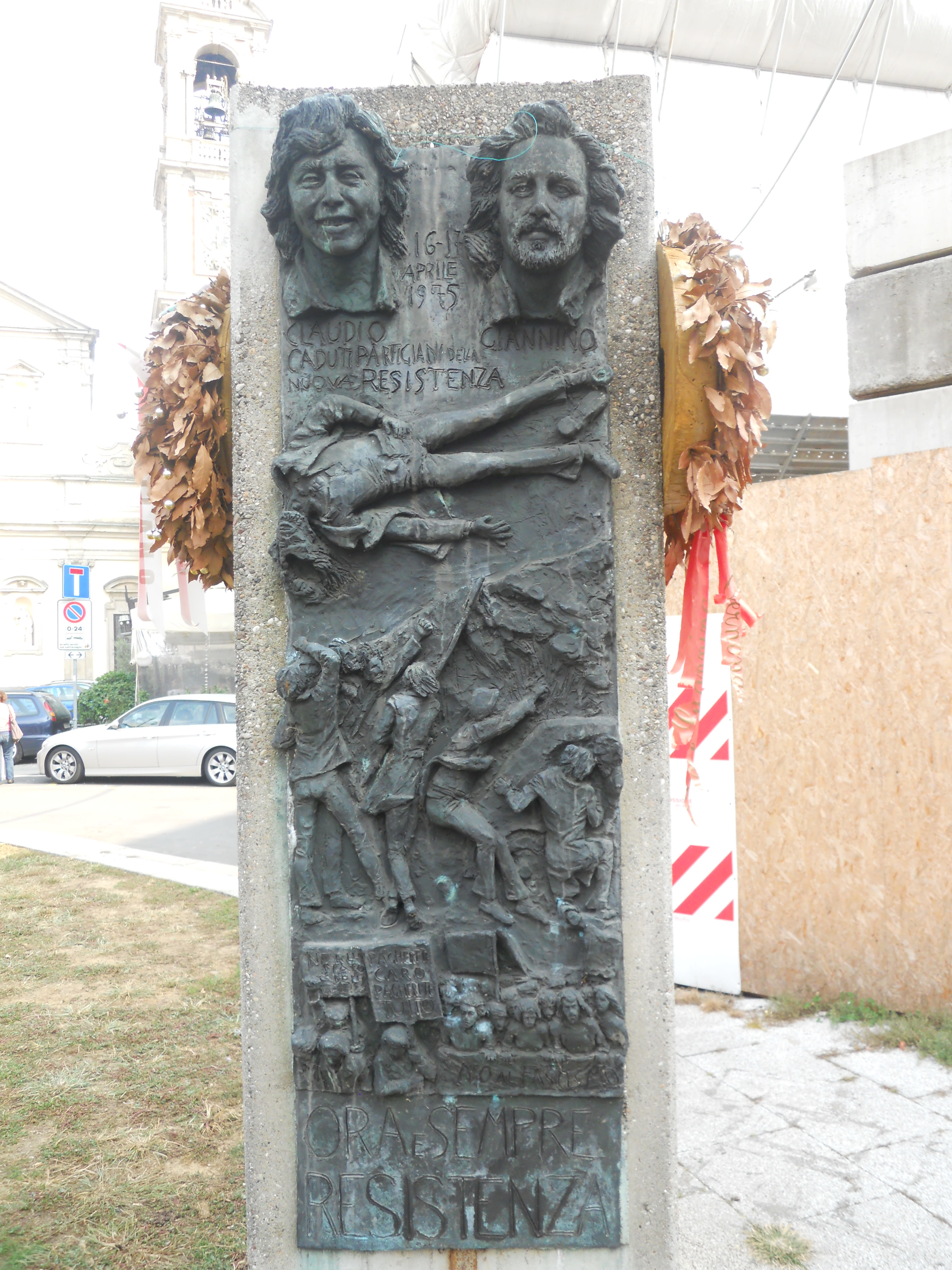
Monumento a Claudio Varalli e Giannino Zibecchi in piazza Santo Stefano

- Claudio Varalli e Giannino Zibecchi furono commemorati con un monumento posto in piazza Santo Stefano

- Una lapide è stata posta all'incrocio di via Turati con piazza Cavour, dove è stato ucciso Claudio Varalli[17]
- Una targa è stata apposta sul muro di corso XXII Marzo angolo via Cellini, dove è stato investito Giannino Zibecchi[18]
- A Claudio Varalli è intitolata inoltre una scuola a Milano[19] e presso l'aula magna dell'Università Statale vi è una lapide che ricorda Roberto Franceschi, Claudio Varalli, Giannino Zibecchi[20] posta accanto alla porta dell'aula magna dove sta scritto fra l'altro:

- A Varalli è titolata la via di accesso all'ITCS "Primo Levi" di Bollate (MI), dove viveva, e l'Istituto Tecnico Statale per il Turismo di Milano, del quale era studente.